# Juan José Martínez de Lexarza
Juan José Martínez de Lejarza y Alday (Valladolid, Michoacán; 15 de diciembre de 1785-Ibidem; 29 de septiembre de 1824) fue un estadístico, militar y botánico mexicano, especialista en la familia de las orquídeas (Orchidaceae). Procedente de una familia noble, acaudalada e influyente, pues fue hijo de don Juan José Martínez de Lejarza y Unzaga y de Josefa Alday y Echeverría. Su progenitor era capitán del batallón de milicias provinciales, 8.° alcalde ordinario de la ciudad y primer voto de ella, y Caballero de la Real y Distinguida Orden de Santiago. Poseía una cuantiosa fortuna, pues era propietario de las famosas haciendas llamadas San Vicente y Tipitarillo» que le producían anualmente más de medio millón de pesos; era dueño también de la casa contigua al Seminario, hoy palacio de los poderes del estado, y en ella habitaba con su familia. Rico, de familia tan distinguida y dentro de un círculo tan brillante, el joven Lejarza no podía menos sino dedicarse a la más noble de todas las carreras, la literaria, puesto que contaba con tan abundantes elementos y poseía una inteligencia muy clara, la cual dio a conocer desde sus primeros años". 
Concluida la instrucción primaria, con notable aprovechamiento, pasó al Colegio Real y Primitivo de San Nicolás Obispo, en los días gloriosos de su renovación académica, a cursar sus estudios preparatorios o de bachiller en artes, los cuales debió haber comenzado en 1797, cuando tenía doce años, edad en que se permitía, según el reglamento, el ingreso a ese ilustre plantel educativo. Aunque tales estudios duraban cinco años, no es improbable que Lejarza los haya acortado a cuatro y que los hubiese terminado en 1801. Emigró de Valladolid hacia la Ciudad de México donde ingresó al Real Seminario de Minería (el hoy Palacio de Minería), en 1802, que por entonces lo dirigía Fausto Elhuyar. donde cursó física, matemáticas, topografía y especialmente, ciencias naturales. En su examen público estuvo presente el ilustre geógrafo Alexander von Humboldt.
Se enrola y forma parte de la Milicia Provincial, luego sería elector popular, regidor, ayudante del Estado Mayor, diputado provincial y Juez del Supremo Tribunal de Michoacán. 
Como militante del Partido Liberal, se enfrentó en Michoacán a Agustín de Iturbide.
Falleció en 1824 y su obra Novorum Vegetabilium Descriptiones, que se publicó después de su muerte, es el primer estudio sistemático de orquídeas y de otras plantas de Michoacán, México. Un año después, se publicó la segunda parte de esta obra que incluye aportaciones de su amigo y colaborador el naturalista Pablo de la Llave, como las descripciones de cien especies de plantas, varias desconocidas hasta entonces.
Martínez de Lejarza también escribió poesía. Esta obra se reunió y publicó después de su muerte en 1827, en un tomo titulado Poesías.

## Obra
Dada su temprana muerte, su obra literaria y científica queda en parte inédita y parte se publica.
- 1822. Martínez de Lexarza, JJ de. Análisis Estadístico de la Provincia de Michoacán

- 1824. La Llave, P de; JJ Martínez de Lexarza; V Cervantes. Novorum Vegetabilium Descriptiones. Fasc. I. 100 nuevas spp.

- 1825. Martínez de Lexarza, JJ de. Orchidianum Opusculum. Fasc. II. 50 spp. nuevas de la familia Orchidaceae, en 20 géneros, 4 nuevos.

## Honores

### Epónimos
- (Cactaceae) Echinofossulocactus lexarzai (Bravo) Croizat[4]

- (Cactaceae) Stenocactus lexarzai Bravo & Miranda[5]

- (Orchidaceae) Macroclinium lexarzanum (Hágsater & Gonzalez) Dodson[6]

- (Orchidaceae) Maxillaria lexarzana Soto Arenas & F.Chiang Cabrera[7]

- (Orchidaceae) Notylia lexarzana Hágsater & R.T.Gonzalez[8]

- La abreviatura «Lex.» se emplea para indicar a Juan José Martínez de Lexarza como autoridad en la descripción y clasificación científica de los vegetales.[9]

Tuvo una destacada producción en la identificación y clasificación de nuevas especies, las cuales publicaba habitualmente en : Nov. Veg. Desc. Fasc.; Icon. Orchid.